# Ghughuli
Ghughuli (soms ook gespeld als Ghughali) is een nagar panchayat (plaats) in het district Maharajganj van de Indiase staat Uttar Pradesh.

## Demografie
Volgens de Indiase volkstelling van 2001 wonen er 10.312 mensen in Ghughuli, waarvan 51% mannelijk en 49% vrouwelijk is. De plaats heeft een alfabetiseringsgraad van 54%.